# Emilia Pérez
Pour plus de détails, voir Fiche technique et Distribution.
Emilia Pérez est un drame musical écrit, produit et réalisé par Jacques Audiard, sorti en 2024.
L'intrigue suit une personne chef de cartel mexicain (Karla Sofía Gascón), qui organise le simulacre de son décès et subit une chirurgie de réattribution sexuelle pour vivre la vie dont elle a toujours rêvé. L'aide d'une avocate (Zoe Saldaña) lui permet de reprendre contact de manière détournée avec son ex-épouse (Selena Gomez) et ses enfants.
Sélectionné en compétition officielle au Festival de Cannes 2024 où il remporte le prix du jury et le prix d'interprétation féminine pour l’ensemble des actrices, le film engrange plus de 230 nominations et 100 récompenses. L'Académie européenne du cinéma lui décerne le prix du meilleur film européen (2024) tandis que l'American Film Institute le cite parmi les meilleurs films de l'année. C'est aussi l'un des films les plus nommés de l’histoire des Golden Globes (4 récompenses pour 10 nominations) et des Oscars (13 nominations), un record pour un film non anglophone aux 2 cérémonies,.
Karla Sofía Gascón est la première femme trans à être nommée pour l'Oscar de la meilleure actrice. Le film triomphe lors de la 50e cérémonie des César en remportant 7 prix, notamment comme César du meilleur film, meilleure réalisation et meilleure adaptation.

## Synopsis
L'avocate Rita Moro Castro est spécialisée dans la défense de criminels. Un chef de cartel mexicain en fuite, Manitas del Monte, la charge d'organiser le simulacre de son décès ainsi que sa chirurgie de réattribution sexuelle, pour vivre en tant que femme la vie dont Manitas a toujours rêvé. Tournant le dos à son passé, la désormais nommée « Emilia Pérez » répare le malheur qu'elle a causé dans le passé en tant que Manitas, en fondant une association d'aide aux victimes des cartels.

## Fiche technique
Sauf indication contraire, les informations mentionnées dans cette section peuvent être confirmées par la base de données cinématographiques Unifrance,  présente dans la section « Liens externes ».

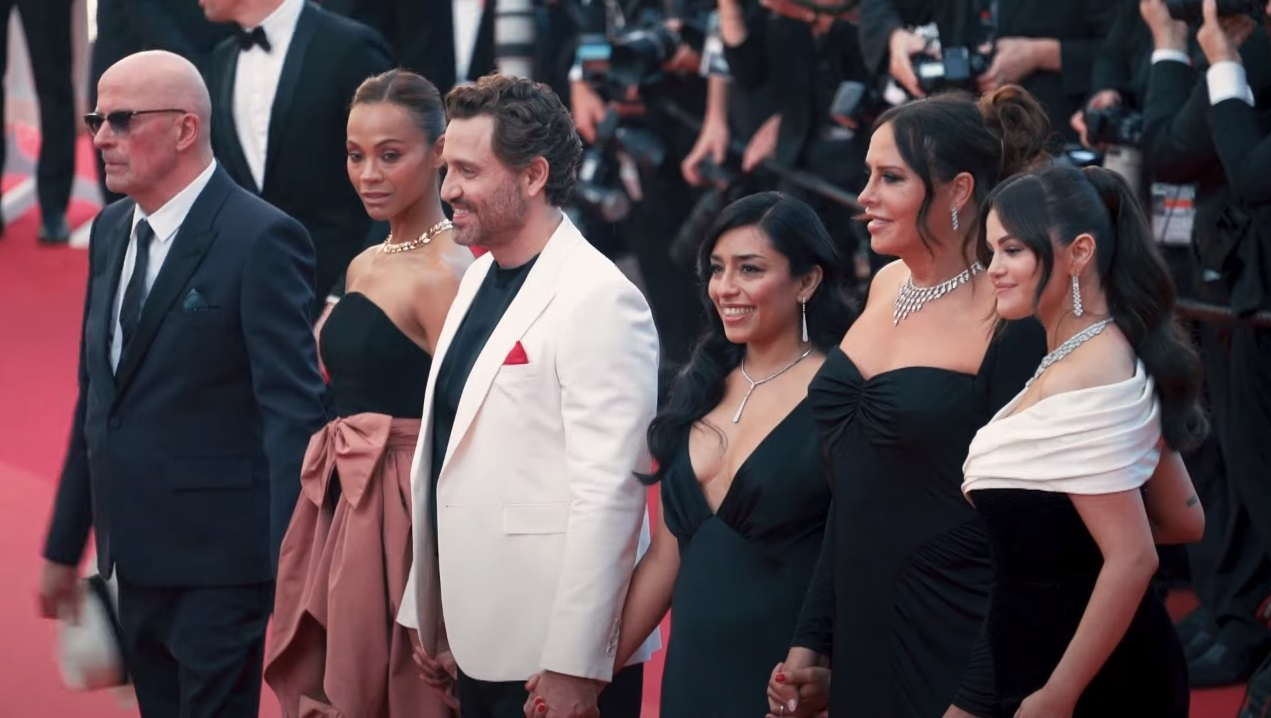
La distribution dEmilia Pérez au Festival de Cannes 2024.

- Titre original et francophone : Emilia Pérez
- Réalisation : Jacques Audiard
- Scénario : Jacques Audiard, avec la collaboration de Thomas Bidegain, Léa Mysius et Nicolas Livecchi, d'après le roman Écoute (en) de Boris Razon
- Musique : Camille et Clément Ducol
- Supervision musicale : Pierre-Marie Dru
- Chorégraphie : Damien Jalet
- Direction artistique : Virginie Montel
- Décors : Emmanuelle Duplay
- Costumes : Ariane Daurat
- Photographie : Paul Guilhaume
- Montage : Juliette Welfling
- Son : Erwan Kerzanet, Aymeric Devoldère, Cyril Holtz
- Production : Jacques Audiard, Pascal Caucheteux, Valérie Schermann
  - Coproduction : Anthony Vaccarello
- Sociétés de production : Page 114 et Why Not Productions, en coproduction avec France 2 Cinéma, Pathé Films et Saint Laurent Productions
- Sociétés de distribution : Pathé (France)
- Budget : 26,9 millions d'euros[4]
- Pays de production :  France
- Langues originales : espagnol, anglais et français
- Format : couleur — 2,35:1 — Dolby Digital
- Genre : drame musical
- Durée : 132 minutes
- Dates de sortie :
  - France : 18 mai 2024 (Festival de Cannes) ; 21 août 2024 (sortie nationale)
  - Suisse romande : 21 août 2024

## Distribution
- Zoe Saldaña : Rita Moro Castro
- Karla Sofía Gascón : Emilia Pérez / Juan « Manitas » Del Monte
- Adriana Paz : Epifanía Flores
- Selena Gomez : Jessica « Jessi » Del Monte
- Édgar Ramírez : Gustavo Brun
- Mark Ivanir : Dr Wasserman

## Production

### Genèse et développement
En janvier 2022, Télérama dévoile en détail en cinq articles les coulisses du projet du film de Jacques Audiard, intitulé Emilia Pérez ; le scénario est parti d'un personnage du roman Écoute (en) de Boris Razon, publié en 2018. À l'origine, Jacques Audiard souhaitait écrire un livret d'opéra en quatre actes, dans le style de L'Opéra de quat'sous.
Le film est produit par Pascal Caucheteux pour sa société Why Not Productions, ainsi que par Jacques Audiard et Valérie Schermann pour Page 114, en coproduction avec Pathé, France 2 Cinéma et Saint Laurent Productions d'Anthony Vaccarello.

### Tournage
Le tournage débute au printemps 2023 dans les studios de Bry-Sur-Marne près de Paris,,.

### Musique
La musique du film est composée par la chanteuse Camille et son compagnon Clément Ducol,. Ces derniers sont récompensés par le prix Cannes Soundtrack pour les chansons et compositions du film au Festival de Cannes. Mais également par le César de la meilleure musique originale en 2025.
La musique de Las damas que pasan est celle des Passantes de Georges Brassens ; le titre et les paroles s'inspirent également du poème original d'Antoine Pol ,.
Un premier EP de la bande-son, intitulé Emilia Pérez (Selections from the Original Motion Picture Soundtrack), sort début septembre sur toutes les plateformes de streaming. Il regroupe cinq chansons-clés du film. La chanteuse Camille annonce à l'occasion sur Instagram une sortie à l'automne de la bande-son complète.
| Liste des pistes de Emilia Pérez (Selections from the Original Motion Picture Soundtrack) - EP | Liste des pistes de Emilia Pérez (Selections from the Original Motion Picture Soundtrack) - EP | Liste des pistes de Emilia Pérez (Selections from the Original Motion Picture Soundtrack) - EP | Liste des pistes de Emilia Pérez (Selections from the Original Motion Picture Soundtrack) - EP | Liste des pistes de Emilia Pérez (Selections from the Original Motion Picture Soundtrack) - EP | Liste des pistes de Emilia Pérez (Selections from the Original Motion Picture Soundtrack) - EP | Liste des pistes de Emilia Pérez (Selections from the Original Motion Picture Soundtrack) - EP | Liste des pistes de Emilia Pérez (Selections from the Original Motion Picture Soundtrack) - EP | Liste des pistes de Emilia Pérez (Selections from the Original Motion Picture Soundtrack) - EP | Liste des pistes de Emilia Pérez (Selections from the Original Motion Picture Soundtrack) - EP |
| No                                                                                             | Titre                                                                                          | Auteur                                                                                         | Interprète(s)                                                                                  | Durée                                                                                          |                                                                                                |                                                                                                |                                                                                                |                                                                                                |                                                                                                |
| ---------------------------------------------------------------------------------------------- | ---------------------------------------------------------------------------------------------- | ---------------------------------------------------------------------------------------------- | ---------------------------------------------------------------------------------------------- | ---------------------------------------------------------------------------------------------- | ---------------------------------------------------------------------------------------------- | ---------------------------------------------------------------------------------------------- | ---------------------------------------------------------------------------------------------- | ---------------------------------------------------------------------------------------------- | ---------------------------------------------------------------------------------------------- |
| 1.                                                                                             | El alegato                                                                                     | - Camille - Clément Ducol                                                                      | - Zoe Saldaña                                                                                  | 3:35                                                                                           |                                                                                                |                                                                                                |                                                                                                |                                                                                                |                                                                                                |
| 2.                                                                                             | Para                                                                                           | - Camille - Clément Ducol                                                                      | - Aitza Terán - Iván Ruiz De Velasco - Mexican Choir                                           | 2:49                                                                                           |                                                                                                |                                                                                                |                                                                                                |                                                                                                |                                                                                                |
| 3.                                                                                             | Papa                                                                                           | - Camille - Clément Ducol                                                                      | - Juan Pablo Monterrubio - Karla Sofía Gascón                                                  | 2:21                                                                                           |                                                                                                |                                                                                                |                                                                                                |                                                                                                |                                                                                                |
| 4.                                                                                             | El mal                                                                                         | - Camille - Clément Ducol                                                                      | - Zoe Saldaña - Karla Sofía Gascón - Camille                                                   | 3:39                                                                                           |                                                                                                |                                                                                                |                                                                                                |                                                                                                |                                                                                                |
| 5.                                                                                             | Las damas que pasan                                                                            | - Antoine Pol - Georges Brassens - Camille - Clément Ducol                                     | - Adriana Paz - Mexican Choir                                                                  | 4:04                                                                                           |                                                                                                |                                                                                                |                                                                                                |                                                                                                |                                                                                                |
| 16:29                                                                                          |                                                                                                |                                                                                                |                                                                                                |                                                                                                |                                                                                                |                                                                                                |                                                                                                |                                                                                                |                                                                                                |

## Accueil

### Accueil critique
En France, le site Allociné propose une moyenne de 4,1/5, d'après l'interprétation de 36 critiques de presse.
Emilia Pérez polarise la critique à l’échelle internationale. S'il reçoit des éloges pour ses performances, ses thèmes, sa musicalité ainsi que pour la mise en scène d’Audiard, le film fait l'objet de nombreuses controverses au Mexique. Le film a été projeté pour la première fois lors du Festival du Film de Morelia en octobre 2024 devant un public restreint. En général, les Mexicains ont reproché un manque de « sensibilité et de contexte » concernant le thème du narcotrafic et des disparitions forcées, tout comme les déclarations du réalisateur Jacques Audiard admettant ne pas avoir mené de recherches approfondies sur le contexte mexicain ainsi que les accents des trois actrices principales différents du parler mexicain. Emilia Pérez a fait l'objet d'une réponse par Camila Aurora, réalisatrice trans mexicaine, sous la forme de la parodie Johanne Sacreblu, afin de dénoncer les stéréotypes véhiculés sur le Mexique dans le film.

### Box-office
| Pays ou région    | Box-office                    | Date d'arrêt du box-office | Nombre de semaines |
| ----------------- | ----------------------------- | -------------------------- | ------------------ |
| France            | 1 247 427 entrées             |                            | 33                 |
| Italie            | 500 693 entrées               | en cours                   | 3                  |
| Espagne           | 279 533 entrées               | en cours                   | 8                  |
| Allemagne         | 198 706 entrées               | en cours                   | 8                  |
| Mexique           | 50 000 entrées                | en cours                   | 1                  |
| Monde hors France | 1 732 432 entrées             | en cours                   | 12                 |
| Total mondial     | 2 979 859 entrées 8 511 798 $ | en cours                   | 33                 |

### Prix au Festival de Cannes
Le film est sélectionné en compétition officielle au Festival de Cannes 2024, où il remporte le prix du jury et le prix d'interprétation féminine pour l’ensemble des actrices.
Quelques semaines plus tard, l'actrice espagnole Karla Sofía Gascón porte plainte contre la femme politique française Marion Maréchal, en l'accusant de propos transphobes que cette dernière a tenus après la remise du prix d'interprétation féminine,.

### Saisons des récompenses 2024-2025

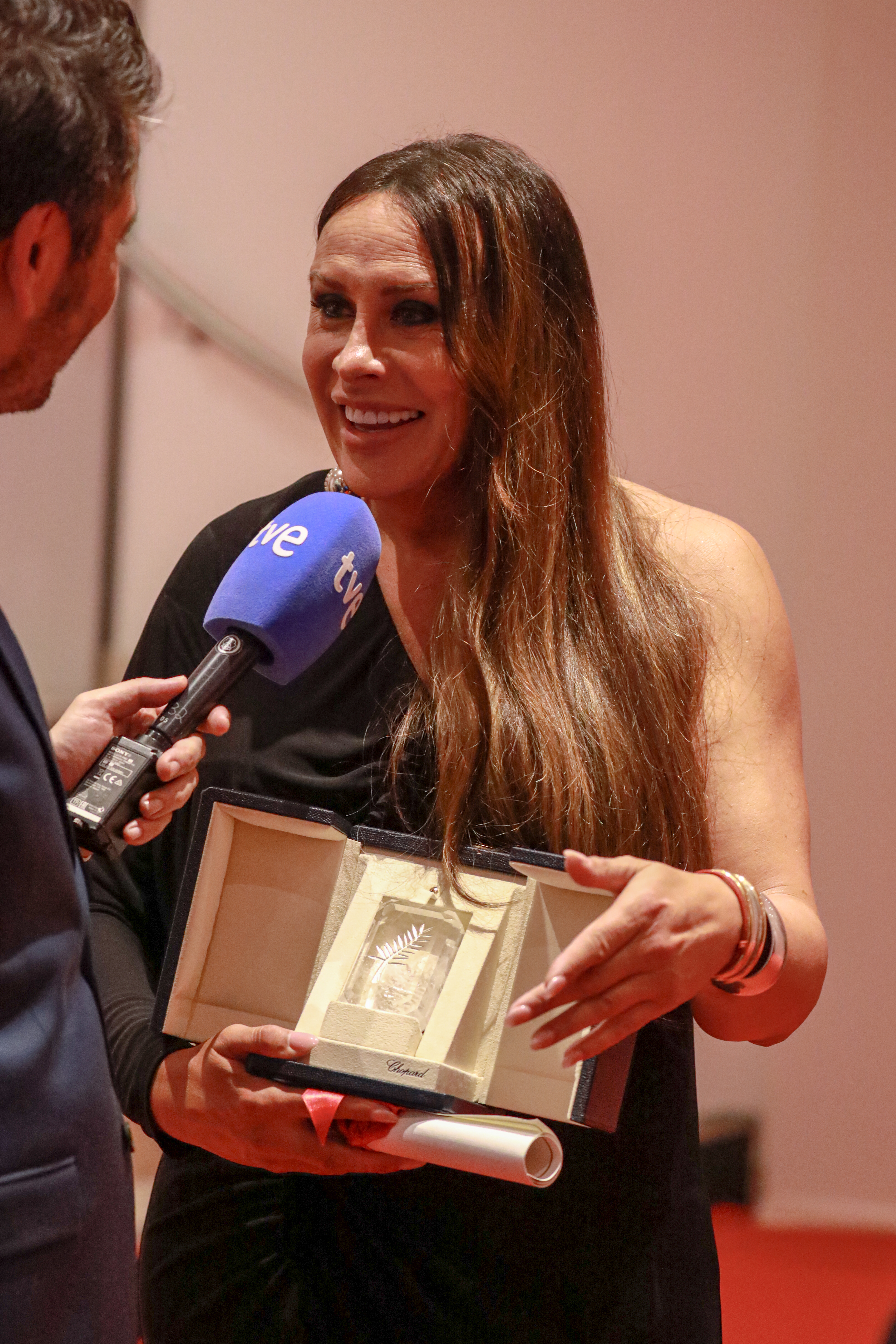
Karla Sofía Gascón tenant le prix d’interprétation féminine au festival de Cannes 2024.

Emilia Pérez reçoit de nombreuses distinctions cinématographiques entre 2024 et 2025. C'est un des films les plus nommés de l’histoire des Golden Globes (dix nominations dont quatre victoires) et des Oscars (treize nominations). Karla Sofía Gascón est la première femme trans à être nommée à l'Oscar de la meilleure actrice. Avec douze nominations aux César, Emilia Pérez devient aussi le film musical le plus nommé dans l'histoire du cinéma français devant Annette de Leos Carax (2021) et Une Chambre en ville de Jacques Demy (1982).
Lors des semaines de campagne médiatique précédant la cérémonie des Oscars 2025, plusieurs polémiques surviennent en raison de déclarations tenues par des membres de l'équipe du film. Ainsi, des propos jugés racistes du réalisateur du film, Jacques Audiard, provoquent une vive réaction négative au sein de la communauté latino-américaine lorsque celle-ci prend connaissance de sa déclaration selon laquelle la langue espagnole est une « langue de pays émergents, de pays modestes, de gens pauvres et de migrants ».
D'autre part, fin janvier 2025, des internautes exhument du compte Twitter de Sofía Gascón des publications racistes et islamophobes. La presse spécialisée estime que la vive polémique qui s'ensuit peut mettre fin aux chances de l'actrice, ainsi par ricochet que de toute l'équipe du film, de remporter des Oscars, et que cela jette le discrédit sur la campagne promotionnelle menée par la société de production Netflix, qui tournait autour de la figure supposément progressiste de Sofía Gascón,. Les spécialistes se demandent aussi comment Netflix a pu oublier de nettoyer les réseaux sociaux de l'actrice principale de son film, une pratique pourtant fréquente dans les campagnes promotionnelles en vue des Oscars, et bien moins coûteuse (entre 5000 et 20 000 dollars) que le budget pour organiser des projections privées et tenter de convaincre les votants (qui dépasse parfois les trente millions de dollars),.
Le 8 février 2025, et malgré la polémique autour de Karla Sofía Gascón, Emilia Pérez remporte le prix du meilleur film européen aux Goya à Grenade ; le vote des membres du jury avait été clos le 24 janvier 2025 soit avant le début de la polémique. Ensuite, cela n'empêche pas le film de triompher aux César avec 7 récompenses.
Le 2 mars 2025, nommé 13 fois aux Oscars, Emilia Pérez ne remporte que deux statuettes.

## Distinctions

### Récompenses
- Festival de Cannes 2024[36] : 
  - Prix du jury
  - Prix d'interprétation féminine pour l'ensemble des actrices, soit Zoe Saldaña, Karla Sofía Gascón, Selena Gomez et Adriana Paz
  - Prix Cannes Soundtrack pour Camille et Clément Ducol pour la bande originale et les chansons du film[13]
- Festival international du film de Toronto 2024 : TIFF Artisan Award pour Camille et Clément Ducol
- BAFTA 2025 :  
  - Meilleur film en langue étrangère
  - Meilleure actrice dans un second rôle pour Zoe Saldaña
- César 2025 : 
  - Meilleur film
  - Meilleure réalisation pour Jacques Audiard
  - Meilleure adaptation pour Jacques Audiard
  - Meilleur son pour Erwan Kerzanet, Aymeric Devoldère, Cyril Holtz et Niels Barletta
  - Meilleurs effets visuels pour Cédric Fayolle
  - Meilleure musique originale pour Camille et Clément Ducol
  - Meilleure photographie pour Paul Guilhaume
- Critics' Choice Movie Awards 2025 : 
  - Meilleur film en langue étrangère
  - Meilleure actrice dans un second rôle pour Zoe Saldaña
  - Meilleure chanson originale pour El mal (Camille et Clément Ducol)
- Golden Globes 2025[37] :
  - Meilleur film musical ou comédie
  - Meilleur film en langue étrangère
  - Meilleure actrice dans un second rôle pour Zoe Saldaña
  - Meilleure chanson originale pour El mal (Camille et Clément Ducol)
- Goyas 2025 : Meilleur film européen
- Lumières 2025 : 
  - Meilleur film
  - Meilleure mise en scène
  - Meilleur scénario
  - Meilleure actrice pour Karla Sofía Gascón
  - Meilleure musique
- Oscars 2025 :
  - Meilleure actrice dans un second rôle pour Zoe Saldaña
  - Meilleure chanson originale pour El mal

### Nominations
- BAFTA 2025[38] :
  - Meilleure réalisation pour Jacques Audiard
  - Meilleure actrice pour Karla Sofía Gascón
  - Meilleure actrice dans un second rôle pour Selena Gomez
  - Meilleure photographie
  - Meilleur montage
  - Meilleurs maquillages et coiffures
  - Meilleure musique de film
  - Meilleure réalisation pour Jacques Audiard
- César 2025 :
  - Meilleure actrice pour Karla Sofía Gascón
  - Meilleure actrice pour Zoe Saldaña
  - Meilleur son pour Erwan Kerzanet, Aymeric Devoldère, Cyril Holtz et Niels Barletta
  - Meilleur montage pour Juliette Welfling
  - Meilleurs costumes pour Virginie Montel
  - Meilleurs décors pour Emannuelle Duplay
- Golden Globes 2025[37] : 
  - Meilleure réalisation pour Jacques Audiard
  - Meilleure actrice dans un film musical ou comédie pour Karla Sofía Gascón
  - Meilleure actrice dans un second rôle pour Selena Gomez
  - Meilleur scénario
  - Meilleure musique de film pour Camille et Clément Ducol
  - Meilleure chanson originale pour Mi camino (Camille et Clément Ducol)
- Oscars 2025[39] :
  - Meilleur film
  - Meilleur réalisateur pour Jacques Audiard
  - Meilleure actrice pour Karla Sofía Gascón
  - Meilleur scénario adapté pour Jacques Audiard
  - Meilleure musique originale
  - Meilleure chanson originale pour Mi camino
  - Meilleurs maquillages et coiffures
  - Meilleur montage
  - Meilleur mixage de son
  - Meilleurs décors
  - Meilleur film international

### Sélections
- Festival de Cannes 2024 : sélection officielle, en compétition
- Festival international du film de Saint-Sébastien 2024 : hors compétition, section « Perles »